# Cratere Dyasya
Dyasya  è un cratere sulla superficie di Venere.